# Žarevo (Brus)
Žarevo (em cirílico: Жарево) é uma vila da Sérvia localizada no município de Brus, pertencente ao distrito de Rasina. A sua população era de 63 habitantes segundo o censo de 2011.

## Demografia
| 1948 | 1953 | 1961 | 1971 | 1981 | 1991 | 2002 | 2011 |
| ---- | ---- | ---- | ---- | ---- | ---- | ---- | ---- |
| 376  | 451  | 452  | 380  | 323  | 172  | 92   | 63   |